# Jan Szkuta
Jan Szkuta (ur. 21 grudnia 1886 w Toszonowicach Dolnych, zm. 9 marca 1937 w Warszawie) – major kawalerii Wojska Polskiego, działacz niepodległościowy, kawaler Orderu Virtuti Militari, komisaryczny burmistrz Pucka.

## Życiorys
Urodził się 21 grudnia 1886 w Toszonowicach Dolnych, w rodzinie Franciszka (1860–1923) i Marii. Był przyrodnim bratem Alojzego (1910–1942), kapitana obserwatora Polskich Sił Powietrznych w Wielkiej Brytanii, odznaczonego Orderem Virtuti Militari.
Przed 1914 był urzędnikiem skarbowym, a jednocześnie należał do Polskich Drużyn Strzeleckich i był instruktorem tej organizacji w Husiatynie. W sierpniu 1914 wstąpił do Legionów Polskich. Walczył w szeregach 2 pułku ułanów jako komendant plutonu w kampanii karpackiej i wołyńskiej (1914–1916). 1 kwietnia 1916 został mianowany chorążym, a 1 kwietnia 1917 awansowany na podporucznika. 6 kwietnia 1917 został wymieniony jako uprawniony do odznaczenia austriackim Krzyżem Wojskowym Karola. W lipcu 1917, po kryzysie przysięgowym, podjął decyzję o kontynuowaniu służby w Polskim Korpusie Posiłkowym. 16 lutego 1918, po bitwie pod Rarańczą, został internowany przez austriaków. Po zwolnieniu z internowania służył w Polskiej Sile Zbrojnej.
12 października 1918 Rada Regencyjna zatwierdziła jego awans na porucznika w 1 pułku piechoty. Trzy dni później został przyjęty do Wojska Polskiego. 20 maja 1919 został przydzielony do 9 pułku ułanów. W szeregach tego oddziału walczył na wojnie z bolszewikami. 27 sierpnia 1920 został zatwierdzony z dniem 1 kwietnia 1920 w stopniu rotmistrza, w kawalerii, w grupie oficerów byłych Legionów Polskich.
3 maja 1922 został zweryfikowany w stopniu majora ze starszeństwem od 1 czerwca 1919 i 95. lokatą w korpusie oficerów jazdy (od 1924 – kawalerii). Później został przeniesiony do 19 pułku ułanów w Ostrogu na stanowisko zastępcy dowódcy pułku i dowódcy I dywizjonu. W 1924 został wyznaczony na stanowisko kwatermistrza. Później został przydzielony do Komendy Uzupełnień Koni Nr 30 w Kielcach, a w marcu 1926 przeniesiony do kadry oficerów kawalerii z równoczesnym przydziałem do Zapasu Młodych Koni Nr 1 w Górze Kalwarii na stanowisko kwatermistrza. Z dniem 1 marca 1927 został mu udzielony dwumiesięczny urlop z zachowaniem uposażenia, a z dniem 30 kwietnia tego roku został przeniesiony w stan spoczynku.
Po zakończeniu służby wojskowej mieszkał w Zawidowie, w województwie wołyńskim, gdzie otrzymał działkę w ramach osadnictwa wojskowego. Później przeniósł się do Warszawy i zamieszkał przy ul. Puławskiej 46, a następnie przy ul. Senatorskiej 22. W 1934, jako oficer stanu spoczynku pozostawał w ewidencji Powiatowej Komendy Uzupełnień Warszawa Miasto III. Posiadał przydział do Oficerskiej Kadry Okręgowej Nr I. Był wówczas „przewidziany do użycia w czasie wojny”. W czerwcu 1935 ówczesny wojewoda pomorski Stefan Kirtiklis mianował go komisarycznym burmistrzem miasta Pucka.
9 marca 1937 w jednym z pokoi hotelu „Royal” przy ul. Chmielnej 31 w Warszawie dokonał zamachu samobójczego strzelając do siebie z broni palnej. Dwa dni później został pochowany na Cmentarzu Wojskowym na Powązkach. Był żonaty, miał córkę.

## Ordery i odznaczenia
- Krzyż Srebrny Orderu Wojskowego Virtuti Militari nr 3849[23][24][25][26]
- Krzyż Niepodległości – 25 lutego 1932 „za pracę w dziele odzyskania niepodległości”[27][1][28]
- Krzyż Walecznych czterokrotnie[29]